# クリストファー・メミンジャー

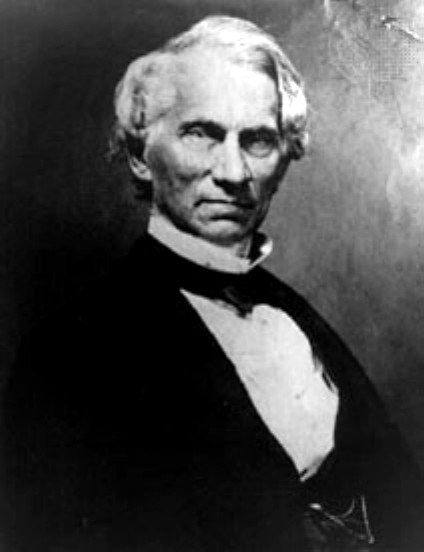
クリストファー・メミンジャー

クリストファー・グスタヴァス・メミンジャー（Christopher Gustavus Memminger, 1803年1月9日 - 1888年3月7日）は、アメリカ合衆国の政治家。1860年代初頭にサウスカロライナ州の連邦離脱を先導し、南部諸州によって結成されたアメリカ連合国で初代財務長官を務めた。

## 生涯

### 青年期
1803年、クリストファー・メミンジャーはドイツ・シュトゥットガルトのファイヒンゲンで生まれた。父親のゴットフリート・メミンガー（メミンジャー）は陸軍将校であったが、クリストファーの誕生から1月後に戦闘で命を落とした。その後、母親のエーベルハルディナ・コーレル・メミンジャーとともにアメリカ合衆国のサウスカロライナ州チャールストンへ移住したが、1807年に黄熱病の流行により母親も死亡し孤児となると、チャールストン市内の児童養護施設に引き取られた。
1814年、11歳のメミンジャーは後のサウスカロライナ州知事トマス・ベネットに引き取られた。幼い頃から神童ぶりを発揮していたメミンジャーは、翌1815年にわずか12歳でサウスカロライナ大学への入学を許可された。そして1819年に次席で大学を卒業すると、1825年に弁護士の認可を受け、弁護士として大成した。メミンジャーは1832年にメリー・ウィルキンソンと結婚した。

### 州議会議員時代
さらにメミンジャーは州の政治にも足を踏み入れ、1836年から1852年まで、また1854年から1860年までサウスカロライナ州下院で活躍した。メミンジャーは財政委員会の議長として、また聡明な財政家として、高い評判を獲得した。またメミンジャーは教育の重要性を強く唱え、黒人学校と白人学校の両方に資金を提供した。そして州の学校制度を刷新し、合衆国で最も総合的な公立学校システムをチャールストンに築き上げた。

### 南部連邦時代
メミンジャーは南部諸州の連邦離脱問題について、穏健的な立場であると見られていた。しかしながら1860年の大統領選挙でエイブラハム・リンカーンが勝利すると、メミンジャーはサウスカロライナ州とともに連邦離脱を決意した。1860年12月にサウスカロライナ州が連邦を離脱すると、翌1861年1月には続いて離脱した他の南部諸州とともに南部連合を立ち上げ、メミンジャーは臨時憲法を起草するための会議にサウスカロライナ州代表として選任された。メミンジャーら12人で構成された憲法起草委員会はわずか4日間で臨時憲法を起草すると、同年2月9日に連邦離脱諸州はアラバマ州モンゴメリーでアメリカ連合国を結成した。初代大統領にはジェファーソン・デイヴィスが選出された。
1861年2月21日、デイヴィス大統領は初代内閣において、メミンジャーを財務長官として任命した。メミンジャーは財務長官として、連合国が直面する多くの財政的課題に挑戦した。
メミンジャーは国債や関税を通じて政府の資金確保を試みたが、間もなく所得課税や不換紙幣といった強硬な手段での資金確保を余儀なくされた。戦前、南部諸州の工業生産力は北部の年間16億ドルに対し、わずか1億9300万ドルに過ぎなかった。連合国の国内市場の未発達は政府の歳入にも大きな障害となり、一部の都市を除いた大部分の地域では通貨が決定的に不足することになった。そのため税金を現金で徴収することができず、現物調達がしばしば行われた。そのため徴税官は人口の大部分を占める農民から食糧の一部を有無をいわさず取り上げることになり、「金持ちのための戦争を貧乏人が戦わさせられている」という怨嗟の声を強める結果となった。
メミンジャーはロンドンなど海外の金融市場に望みを託したが、軍事情勢が南部に不利になるにしたがって南部の国債に投資する資本家は減少していった。メミンジャーは南北戦争以前には信用に裏づけされた硬貨流通を支持していたが、資金確保のため、信用の裏づけがない紙幣を際限なく発行せざるを得なくなった。その結果、インフレーションがとどまることなく進行し、1864年春には連合国紙幣の価値は開戦時の2パーセントにまで減少することになった。

### 晩年
1864年7月、メミンジャーは経済政策の失敗の責任を批判され、財務長官を辞任した。メミンジャーはジョージ・トレンホルムにその任務を引き継ぐと、ノースカロライナ州フラット・ロックにある別荘で生活を始めた。そして南北戦争終戦後、メミンジャーはチャールストンへと戻り、1866年に大統領恩赦を受けると、弁護士業を再開した。またメミンジャーはサウスカロライナ州の公立学校システムの整備に努めた。
1888年、メミンジャーはチャールストンで死去した。チャールストンの遺体はヘンダーソン郡フラット・ロックの聖ジョン自然墓地に埋葬された。
アメリカ連合国の5ドル紙幣には、メミンジャーの肖像画が描かれた。
| 公職   | 公職                                                 | 公職                        |
| ------ | ---------------------------------------------------- | --------------------------- |
| 先代 - | アメリカ連合国財務長官 1861年2月21日 - 1864年7月18日 | 次代 ジョージ・トレンホルム |